# 韦泽尔谷
韦泽尔谷位于法国西南部，长约40公里，宽30公里。因为峡谷两侧的众多洞穴中布满了旧石器时代史前人类所做的绘画（例如拉斯科洞窟壁画），1979年联合国教科文组织将韦泽尔谷地区列入第三批世界文化遗产。